# Johan Adolf af Slesvig-Holsten-Sønderborg-Plön
Johan Adolf af Slesvig-Holsten-Sønderborg-Plön (også kaldet Hans Adolf) (8. april 1634–2. juli 1704) var en af de mange afdelte sønderborgske hertuger. Han var den anden hertug af Slesvig-Holsten-Sønderborg-Plön fra 1671 til 1704.

## Biografi
Johan Adolf blev født den 8. april 1634 på slottet Ahrensbök i Holsten som ældste søn af hertug Joachim Ernst af Slesvig-Holsten-Sønderborg-Plön i hans ægteskab med Dorothea Augusta af Slesvig-Holsten-Gottorp. Han trådte i 1657 i Kejser Ferdinand 3.'s tjeneste, hvor han blev feltmarskal. Ved faderens død i 1671 blev han hertug af Plön, og den 25. oktober 1671 blev han ridder af Elefantordenen.
I 1676 blev han dansk overfeltmarskal og fik efter Griffenfelds fald stor indflydelse som præsident for Krigskollegiet. Samme år ledte han militæroperationerne i Skåne under Skånske Krig, men efter en uoverensstemmelse med Christian 5. blev han allerede samme år frataget sine poster. Alligevel optrådte han i de følgende år ofte som kongens rådgiver. I 1689 gik han i nederlandsk tjeneste.
Hertug Johan Adolf død den 2. juli 1704 i Ruhleben, få dage efter at hans søn Adolf August var død ved et rideuheld. Da Adolf Augusts søn Leopold August døde som barn i 1706, overgik hertugdømmet til Johan Adolfs nevø Joachim Frederik fra den nordborgske linje af den sønderborgske hertugslægt.

## Ægteskab og børn
Johan Adolf var gift med Dorothea af Braunschweig-Wolfenbüttel, der var datter af Hertug Rudolf August af Braunschweig-Wolfenbüttel. De havde tre børn:
- Adolf August (29. marts 1680 – 29. juni 1704), gift med Elisabeth Sophie Marie af Slesvig-Holsten-Sønderborg-Nordborg (1683-1767)

- Leopold August (1702-1706), død som barn

- Christian Carl (1689–27. oktober 1704)
- Dorothea Sophie (1692–1765), gift med Hertug Adolf Frederik 3. af Mecklenburg-Strelitz

## Eksterne links
- Wikimedia Commons har flere filer relateret til Johan Adolf af Slesvig-Holsten-Sønderborg-Plön
- Hans den Yngres efterkommere